# Агарзя
Агарзя — село в Чернушинському районі Пермського краю. Входить до складу Тюінського сільського поселення. 
За результатами перепису 2010 року чисельність населення склала 12 осіб, у тому числі 7 чоловіків та 5 жінок. 
В 2005 році чисельність населення становила 19 осіб. 
Знаходиться приблизно за 27 км на схід від центру міста Чорнушки. 